# ヘム・ブンティン
ヘム・ブンティン（クメール語: ហែម ប៊ុនទីង、1985年12月12日 - ）は、カンボジアのストゥントレン州出身のマラソン選手。

## 人物
ストゥントレン郡の小さな農村の9人兄弟のうちの一人として生まれた。地方の大会で活躍していたところで目をつけられ、プノンペンへと十分なトレーニングができるように移った。しかし英国放送協会によれば彼が練習している陸上競技場は資金の不足からぼろぼろだという。
しかし、2007年にタイのナコンラチャシマで開催された東南アジア競技大会に出場しマラソンで銀メダル、5000mでは銅メダルを獲得した。2008年には北京オリンピックのカンボジアの代表に選ばれ、開会式ではカンボジア選手団の旗手を務めた。競技ではマラソンに出場し、ゴールした76人中では73位に終わった。彼はオリンピックに出場するにもかかわらずほとんど設備や、資金に恵まれておらずランニングシューズを買う資金さえなかった。しかし、ネット上の英国放送協会の記事の読者の一人によって新しい靴が彼に送られた。
ロンドンオリンピックの出場権を獲得するのに必要な記録2時間18分以内を目指し、2012年4月15日のパリマラソンに出場するため、カンボジアで活動する日本企業の支援を受け、83日間のケニア高地トレーニングをカンボジア女子選手や多くの世界チャンピオンとともに行った。パリマラソンでは五輪参加標準記録には及ばなかったが、2時間23分29秒のカンボジア記録をマークし、すでにカンボジア代表に選出されていた猫ひろしの記録を約7分も上回った が、コーチとのトラブルなど「規律違反」を理由にカンボジア五輪委員会から選考対象外とされている。

## 主要大会での記録
| 年             | 大会                             | 開催場所               | 順位           | 種目           | 記録                      |
| カンボジア代表 | カンボジア代表                   | カンボジア代表         | カンボジア代表 | カンボジア代表 | カンボジア代表            |
| -------------- | -------------------------------- | ---------------------- | -------------- | -------------- | ------------------------- |
| 2004           | 世界ハーフマラソン選手権         | ニューデリー, インド   | 79位           | ハーフマラソン | 1:19:40                   |
| 2005           | アジア陸上競技選手権大会         | 仁川, 韓国             | 20位           | 1500 m         | 4:03.87                   |
| 2006           | アジア競技大会                   | ドーハ, カタール       | 13位           | 5000 m         | 15:19.25                  |
| 2007           | 世界陸上競技選手権大会           | 大阪, 日本             | 39位 (h)       | 1500 m         | 4:08.31                   |
| 2007           | 東南アジア競技大会               | ナコンラチャシマ, タイ | 3位            | 5000 m         | 14:24.71 (カンボジア記録) |
| 2008           | オリンピック                     | 北京, 中国             | 73位 (h)       | マラソン       | 2:33:32                   |
| 2009           | 世界陸上競技選手権大会           | ベルリン, ドイツ       | 39位 (h)       | 1500 m         | 4:08.64                   |
| 2009           | フランス語圏競技大会             | ベイルート, レバノン   | 11位           | 5000 m         | 15:39.28                  |
| 2009           | 東南アジア競技大会               | ビエンチャン, ラオス   | 6位            | 5000 m         | 15:45.63                  |
| 2009           | 東南アジア競技大会               | ビエンチャン, ラオス   | 3位            | マラソン       | 2:25:19.68                |
| 2010           | アジア競技大会                   | 広州, 中国             | –              | マラソン       | 途中棄権                  |
| 2011           | City to Surfマラソン             | パース, オーストラリア | 7位            | マラソン       | 2:31:58                   |
| 2012           | パリマラソン                     | パリ                   | 43位           | マラソン       | 02:23:29(カンボジア記録)  |
| 2013           | シアヌークビル国際ハーフマラソン | シアヌークビル         | 2位            | ハーフマラソン | 1:14:55                   |
| 2014           | アジア競技大会                   | 仁川, 韓国             | －             | マラソン       | 途中棄権                  |

## 自己ベスト
屋外
- 1500 m – 4:03.87 (2005年 仁川)
- 5000 m – 14:24.71 (2007年 ナコンラチャシマ) (カンボジア記録)
- ハーフマラソン – 1:11:47 (2008年 コーンケン) (カンボジア記録)
- マラソン – 2:23:29 (2012年 パリ) (カンボジア記録)

屋内
- 1500 m – 4:06.10 (2006年 パッタヤー)
- 3000 m – 9:02.00 (2006年 パッタヤー)